# Pansexuální vlajka

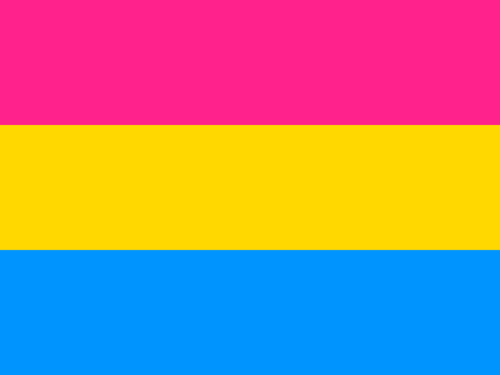
Pansexuální vlajka

Pansexuální vlajka je hlavním symbolem pansexuální komunity.

## Historie
Vlajka se objevuje od poloviny roku 2010. Je jednou z podvlajek hlavní duhové vlajky užívané souhrnně pro celou LGBT komunitu.

## Design

Symbol pansexuality provedený v trikoloře

Pansexuální vlajka se skládá ze tří barevných vodorovných pruhů (shora): purpurového, žlutého a azurového.
- Azurová barva představuje sexuální přitažlivost pro ty, kdo se identifikují jako muži (bez ohledu na biologické pohlaví).
- Purpurová představuje sexuální přitažlivost pro ty, kdo se identifikují jako ženy (bez ohledu na biologické pohlaví).
- Žlutá část představuje sexuální přitažlivost pro všechny lidi, kteří nespadají ani do jednoho ze základních pohlaví: androgyny (lidé, kteří se identifikují mezi mužským a ženským pohlavím), demigendery (jedinci, kteří se cítí být více pohlavími současně), agendery (lidé, kteří se necítí být ani jedním pohlavím) a další.[5][6][7][8][9]

## Smysl
Vlajka je používána pro zviditelnění pansexuální komunity. Má zvyšovat povědomí o ní a vést lidi k uvědomění si odlišností pansexuality od bisexuality: pansexuálové jsou sexuálně přitahování lidmi s různými pohlavími a sexualitami a lze zjednodušeně říci, že pansexuál navazuje vztahy s krásnými bytostmi, zatímco bisexuál s krásnými muži či krásnými ženami. Vlajka má také nabádat ke zpochybňování předsudků o pansexuálních lidech.